# Лебед тръбач
Лебедът тръбач (Cygnus buccinator) е вид птица от семейство Патицови (Anatidae).

## Разпространение и местообитание
Разпространен е в Канада, Мексико и САЩ.